# Association brésilienne des critiques de cinéma
L'Association brésilienne des critiques de cinéma (en portugais Associação Brasileira de Críticos de Cinema, ou Abraccine) est une organisation vouée à la réflexion et à la diffusion du cinéma, en particulier du cinéma brésilien,. Fondée en 2011, elle est devenue la première entité de représentation nationale des critiques de cinéma professionnels, qui disposaient déjà d'associations dans certains États.
L'institution compte plus d'une centaine de membres, qui travaillent dans 15 États du pays, et diffusent leurs travaux par le biais de publications imprimées, des sites Web, des blogs, des chaînes Youtube, des podcasts et d'autres médias.

## Activités
Abraccine organise des jurys de critiques et décerne le Prix de la Critique dans plusieurs festivals de cinéma au Brésil, tels que le Festival du film brésilien de Brasilia, le Festival du film de Gramado, le Festival international du film de São Paulo, le Festival international brésilien du documentaire É Tudo Verdade, ou encore Cinema Look.
L'association organise un palmarès des Prix de la Critique décernés depuis 2011.
Elle est affiliée à la Fédération internationale des critiques de cinéma, ou Fipresci, et ses affiliés ont fait partie de jurys critiques dans des festivals internationaux.
En novembre 2015, Abraccine présente une liste des 100 meilleurs films brésiliens de tous les temps sur base d'un sondage d'un ensemble de critiques membres de l'association.
Depuis 2016, l'association publie une série d'ouvrages sur le cinéma brésilien.
Elle participe également au choix des représentants brésiliens lors d'événements internationaux, tels que le prix Goya,, et organise son propre prix, où elle classe les meilleurs films nationaux et internationaux sortis sur le circuit commercial au Brésil chaque année.